# Cécile Delessert
Cecile Delessert grevinna de Nadaillac, född 1826, död 1887, var en fransk målare.  Hon var inte professionellt verksam som konstnär, men har efterlämnat en del akvareller. Hon är också känd som personlig vän till kejsarinnan Eugénie de Montijo.